# Tawa Ishola
Tawa Ishola (23 de dezembro de 1988) é uma futebolista nigeriana que atua como meia.

## Carreira
Tawa Ishola integrou o elenco da Seleção Nigeriana de Futebol Feminino, nas Olimpíadas de 2008. 